# Copa da Alemanha de Handebol Masculino
DHB Pokal se trata da copa nacional de andebol da Alemanha, criada no ano de 1975, teve GWD Minden como primeiro vencedor.

## Campeões
Lista atualizada em 2013 
| Ano  | Campeão                 | Ano  | Campeão              | Ano  | Campeão                | Ano  | Campeão  |
| ---- | ----------------------- | ---- | -------------------- | ---- | ---------------------- | ---- | -------- |
| 1975 | TSV Grün-Weiß Dankersen | 1987 | TV Grosswallstadt    | 1999 | THW Kiel               | 2011 | THW Kiel |
| 1976 | TSV Grün-Weiß Dankersen | 1988 | TuSEM Essen          | 2000 | THW Kiel               | 2012 | THW Kiel |
| 1977 | VfL Gummersbach         | 1989 | TV Grosswallstadt    | 2001 | VfL Bad Schwartau      |      |          |
| 1978 | VfL Gummersbach         | 1990 | TSV Milbertshofen    | 2002 | TBV Lemgo              |      |          |
| 1979 | TSV Grün-Weiß Dankersen | 1991 | TuSEM Essen          | 2003 | SG Flensburg-Handewitt |      |          |
| 1980 | TV Grosswallstadt       | 1992 | TuSEM Essen          | 2004 | SG Flensburg-Handewitt |      |          |
| 1981 | TuS Nettelstedt         | 1993 | SG Wallau-Massenheim | 2005 | SG Flensburg-Handewitt |      |          |
| 1982 | VfL Gummersbach         | 1994 | SG Wallau-Massenheim | 2006 | HSV Hamburg            |      |          |
| 1983 | VfL Gummersbach         | 1995 | TBV Lemgo            | 2007 | THW Kiel               |      |          |
| 1984 | TV Grosswallstadt       | 1996 | SC Magdeburg         | 2008 | THW Kiel               |      |          |
| 1985 | VfL Gummersbach         | 1997 | TBV Lemgo            | 2009 | THW Kiel               |      |          |
| 1986 | MTSV Schwabing          | 1998 | THW Kiel             | 2010 | HSV Hamburg            |      |          |

### Finais
Lista atualizada em 2013 
| Ano  | Campeão                 | Placar                 | Vice-campeão                  |
| ---- | ----------------------- | ---------------------- | ----------------------------- |
| 1977 | VfL Gummersbach         | 16:14                  | TV Hüttenberg                 |
| 1978 | VfL Gummersbach         | 14:11                  | TV Hüttenberg                 |
| 1979 | TSV Grün-Weiß Dankersen | 19:14                  | THW Kiel                      |
| 1980 | TV Grosswallstadt       | 17:15                  | TuS Nettelstedt               |
| 1981 | TuS Nettelstedt         | 15:19, 22:17           | VfL Günzburg                  |
| 1982 | VfL Gummersbach         | 18:19, 18:12           | TV Grosswallstadt             |
| 1983 | VfL Gummersbach         | 15:14, 23:16           | TuSEM Essen                   |
| 1984 | TV Grosswallstadt       | 17:20, 20:14           | Reinickendorfer Füchse        |
| 1985 | VfL Gummersbach         | 20:16, 30:19           | TV Grosswallstadt             |
| 1986 | MTSV Schwabing          | 32:29, 16:18           | VfL Gummersbach               |
| 1987 | TV Grosswallstadt       | 16:15, 21:22           | TuRU Düsseldorf               |
| 1988 | TuSEM Essen             | 25:18, 28:21           | SG Wallau-Massenheim          |
| 1989 | TV Grosswallstadt       | 21:21, 21:18           | VfL Gummersbach               |
| 1990 | TSV Milbertshofen       | 16:12, 17:17           | THW Kiel                      |
| 1991 | TuSEM Essen             | 21:16, 17:20           | TV Niederwürzbach             |
| 1992 | TuSEM Essen             | 20:19, 19:20, 5:4 (PM) | SG Flensburg-Handewitt        |
| 1993 | SG Wallau-Massenheim    | 24:21                  | TSV Bayer Dormagen            |
| 1994 | SG Wallau-Massenheim    | 17:14                  | SG Flensburg-Handewitt        |
| 1995 | TBV Lemgo               | 24:18                  | HSV Düsseldorf                |
| 1996 | SC Magdeburg            | 20:18                  | TuSEM Essen                   |
| 1997 | TBV Lemgo               | 28:23                  | HSG Dutenhofen/Müncholzhausen |
| 1998 | THW Kiel                | 30:15                  | TV Niederwürzbach             |
| 1999 | THW Kiel                | 28:19                  | TBV Lemgo                     |
| 2000 | THW Kiel                | 30:25 (TE)             | SG Flensburg-Handewitt        |
| 2001 | VfL Bad Schwartau       | 30:23                  | HSG D/M Wetzlar               |
| 2002 | TBV Lemgo               | 25:23                  | SC Magdeburg                  |
| 2003 | SG Flensburg-Handewitt  | 31:30 (TE)             | TuSEM Essen                   |
| 2004 | SG Flensburg-Handewitt  | 29:23                  | HSV Hamburg                   |
| 2005 | SG Flensburg-Handewitt  | 33:31                  | THW Kiel                      |
| 2006 | HSV Hamburg             | 26:25                  | Rhein-Neckar Löwen            |
| 2007 | THW Kiel                | 33:31                  | Rhein-Neckar Löwen            |
| 2008 | THW Kiel                | 32:29                  | HSV Hamburg                   |
| 2009 | THW Kiel                | 30:24                  | VfL Gummersbach               |
| 2010 | HSV Hamburg             | 34:33 (TE)             | Rhein-Neckar Löwen            |
| 2011 | THW Kiel                | 30:24                  | SG Flensburg-Handewitt        |
| 2012 | THW Kiel                | 33:31                  | SG Flensburg-Handewitt        |

## Titulos por Clubes
| Ranking | Time                     | Titulos | Finais | Anos dos titulos                                     |
| ------- | ------------------------ | ------- | ------ | ---------------------------------------------------- |
| 1º      | THW Kiel                 | 9       | 12     | 1998, 1999, 2000, 2007, 2008, 2009, 2011, 2012, 2013 |
| 2º      | VfL Gummersbach          | 5       | 8      | 1977, 1978, 1982, 1983, 1985                         |
| 3º      | TV Grosswallstadt        | 4       | 6      | 1980, 1984, 1987, 1989                               |
| 4º      | SG Flensburg-Handewitt   | 3       | 9      | 2003, 2004, 2005                                     |
| 5º      | TuSEM Essen              | 3       | 6      | 1988, 1991, 1992                                     |
| 6º      | TBV Lemgo                | 3       | 4      | 1995, 1997, 2002                                     |
| 7º      | GWD Minden               | 3       | 3      | 1975, 1976, 1979                                     |
| 8º      | HSV Hamburg              | 2       | 4      | 2006, 2010                                           |
| 9º      | SG Wallau-Massenheim     | 2       | 3      | 1993, 1994                                           |
| 10º     | TuS Nettelstedt-Lübbecke | 1       | 2      | 1981                                                 |
| 11º     | SC Magdeburg             | 1       | 2      | 1996                                                 |
| 12º     | MTSV Schwabing           | 1       | 1      | 1986                                                 |
| 13º     | TSV Milbertshofen        | 1       | 1      | 1990                                                 |
| 14º     | VfL Bad Schwartau        | 1       | 1      | 2001                                                 |

## Referencias
1. ↑  German Handball Federation
2. 1 2  Global Sports Media, DHB Pokal arquivo